# Shang Yang
Pour les articles homonymes, voir Shang.
Gongsun Yang ou Kong-souen Yang (公孫鞅, Gōngsūn Yǎng) (v. 390-338 av. J.-C.), seigneur de Shang (商君, Shāng Jūn), plus communément connu sous le nom de Shang Yang (商鞅, Shāng Yǎng), est un réformateur chinois de la période des Royaumes combattants, rattaché au légisme. En 361 av. J.-C., sous le règne du duc Xiao, il fut fait Chancelier de l’État de Qin et, à partir de 359 av. J.-C., entreprit vingt ans de réformes qui permirent aux Qin de s’enrichir et de renforcer son armée, jetant ainsi les bases de la réunification de l’empire sous l'égide de cet État. On lui attribue traditionnellement la rédaction du Livre du seigneur Shang (商君書, Shāng Jūn Shū).

## Biographie

### Conseiller de l'État de Wei
Selon la biographie que donne de lui le Shiji, Shang Yang est un enfant naturel issu de la famille régnante de la cité-État de Wei (衛). Il sert pendant un temps Gongshu Zuo (公叔座), le Premier ministre de l’État de Wei (魏). Lorsque celui-ci tombe malade, le roi Hui (惠王) vient lui rendre visite et lui demande s’il a réfléchi à un successeur. Gongshu Zuo recommande Shang Yang, et, voyant que le roi ne le prend pas au sérieux, ajoute : « Si Votre Majesté n’a pas l’intention de faire usage de Yang, qu’elle le fasse assassiner. Il ne faut pas qu’il quitte le pays ! » Plus tard, Gongshu Zuo révèle à Shang Yang son entrevue avec le roi et lui recommande de fuir, mais Shang Yang répond : « Si Sa Majesté a décidé de ne pas suivre votre conseil de me faire Premier ministre, pourquoi donc suivrait-elle celui de me faire assassiner ? » Effectivement, Hui estime que Gongshu Zuo était en train de délirer et ne suit aucun de ses conseils.

### Chancelier de l'État de Qin
Vers 361 av. J.-C., Shang Yang entend parler de l'appel lancé par le duc Xiao de Qin, à ce que des hommes de talent viennent servir son état. Shang Yang répond à l'appel, quitte le Wei et se rend au Qin, où il est hébergé par Jing Jian (景監), mignon du duc, qui l'introduit auprès de ce dernier. Cependant leur premier entretien se passe très mal : Xiao s’endort à plusieurs reprises et n’écoute pas la conversation. L’entrevue terminée, il réprimande Jing Jian : « Ton invité est un imposteur ! Comment puis-je donc me servir d’un homme pareil ? » Jing Jian réprimande à son tour Shang Yang, qui répond : « J’ai parlé au duc de ce qu’était la voie de l’empereur, mais je crains que cela n’ait été au-delà de sa compréhension. » Il demande un nouvel entretien, mais là encore ne parvient pas à intéresser le duc. Shang Yang dit : « J’ai parlé au duc de ce qu’était la voie du roi, mais cela ne semble pas l’avoir intéressé. » Au troisième entretien, le duc ne voit toujours pas comment il pourrait l'employer, cependant il dit à Jing Jian : « Ton invité est quelqu’un de bien ! J’ai plaisir à l’entendre discourir. » Shang Yang dit : « J’ai parlé au duc de ce qu’était la voie de l’hégémon et il semble qu’il ait envie de s’y prêter. S’il accepte de me recevoir encore une fois, je saurai exactement quoi dire. » Le quatrième entretien passionne tellement le duc qu’il dure plusieurs jours au cours desquels il se retrouve assis à l'extrême bout de son siège, comme pour boire les paroles de Shang Yang.
Impressionné, le duc Xiao engage Shang Yang. Lorsque celui-ci désire entreprendre des réformes, le duc se montre d'abord réticent, par peur des critiques que cela pourrait attirer. Il doit également faire face aux réticences des conseillers Gan Long (甘龍) et Du Zhi (杜摯), qui ne jurent que par les anciens rites et les anciennes lois. Néanmoins Shang Yang parvient à convaincre le duc Xiao, qui le nomme chéngxiàng (丞相) et l’autorise à entreprendre ses réformes.
Selon le Shiji, après avoir élaboré ses lois, Shang Yang se retient de les promulguer, de crainte que le peuple ne les prenne pas au sérieux. Il fait planter un poteau à la porte sud de la place du marché de la capitale et annoncer que quiconque déplacera le poteau à la porte nord recevra dix pièces d’or. Personne dans la foule n’osant approcher, Shang Yang porte la récompense promise à cinquante pièces d’or. Une personne ose déplacer le poteau et reçoit sur le champ sa récompense, démontrant que les décrets de Shang Yang ne sont pas mensongers. Celui-ci fait alors promulguer ses lois.
Au bout d’un an, Shang Yang constate la persistance de vives réticences de la part du peuple. Il estime que si ses lois sont si mal perçues, c’est parce que les nobles ne les suivent pas. Le prince héritier lui-même violant la loi, Shang Yang, ne pouvant le châtier directement, fait punir son tuteur Gongzi Qian (公子虔) et tatouer son précepteur Gongsun Jia (公孫賈), afin de prouver que même les nobles ne sont pas à l’abri de la nouvelle législation. Quelques années plus tard, Gongzi Qian ayant à nouveau violé la loi, il lui fait couper le nez. Après une dizaine d’années, les doléances du peuple se changent en compliments. Ne supportant pas les beaux parleurs, Shang Yang fait déporter aux frontières ceux qui viennent le féliciter de ses réformes.
Shang Yang entreprend la construction de palais et de jardins à Xianyang et y fait déplacer la capitale pour centraliser le pouvoir.

### Victoire sur l'État de Wei
En 342 av. J.-C., l’État de Qi inflige une sévère défaite à l’État de Wei lors de la bataille de Maling. Shang Yang parvient à convaincre le duc Xiao que c’est une occasion idéale pour attaquer à son tour le Wei. En 341 av. J.-C., le duc Xiao envoie Shang Yang combattre le Wei tandis que de son côté, le Wei dépêche le général Gongzi Ang (公子卬), que Shang Yang avait connu à l'époque où il vivait au Wei. Shang Yang invite Gongzi Ang à venir boire un peu de vin avec lui en souvenir du passé. Ne soupçonnant pas de traîtrise, Gongzi Ang accepte, mais son armée est attaquée par surprise et lui-même fait prisonnier. Après cette défaite, le roi Hui de Wei est obligé d’accepter de dures concessions, notamment de céder au Qin les territoires à l’ouest du Fleuve Jaune et les points de passage sur ce cours d'eau, mettant ainsi le Wei dans un état de faiblesse dont il ne se relèvera jamais. Il aurait proclamé alors : « Que n’ai-je écouté les paroles de Gongshu Zuo ! »
Après ses victoires sur le Wei, Shang Yang reçoit le fief de Shang, qui comprend quinze villes.

### Disgrâce et mort
Au cours de sa carrière, Shang Yang s'est fait de très nombreux ennemis, notamment parmi la famille régnante et ses familles alliées. Vers 338 av. J.-C., il accorde une entrevue à un certain Zhao Liang (趙良). Impressionné, Shang Yang l’invite à travailler pour lui, mais Zhao Liang refuse puis, au cours d’une longue discussion, expose les failles de ses réformes qui ont accumulé les rancœurs, et lui donne le conseil de prendre sa retraite. Shang Yang ne suit pas ce conseil. Cinq mois plus tard, le duc Xiao meurt, le laissant sans protecteur.
Selon l'historiographie traditionnelle, il est alors victime du système qu'il a lui-même mis en place : accusé de complot contre le souverain et condamné selon la loi qu'il lui-même promulguée, il fuit. Au cours de sa fuite, il cherche à se dissimuler dans une auberge, mais faute d'avoir sur lui les papiers d’identité requis en vertu d'une autre de ses lois, il se voit refuser l'hébergement par l'aubergiste effrayé des sanctions encourues. 
Il tente de se réfugier au Wei, mais les dirigeants, emplis de rancœur et scandalisés de la façon dont il a vaincu Gongzi Ang peu de temps auparavant, et peu soucieux de mécontenter le Qin, l'y font reconduire. Il rentre dans son fief de Shang, y lève une armée pour attaquer Zheng[Qui ?], mais il est tué au cours de la bataille. Son corps est écartelé entre deux chariots en guise d’avertissement et sa famille exterminée en application de la punition prévue.
Le nouveau duc, Huiwen de Qin, conserve cependant son système.

## Réformes

### Réformes judiciaires et administratives
Shang Yang étend la solidarité du clan (impôt payé en commun, entraide entre les familles en cas de problèmes, etc.) au domaine criminel, imposant la délation et la responsabilité collective devant la justice. Si une faute est commise, tous les chefs de famille du clan sont punis. Le chef fait régner l'ordre dans son clan. Ce système de « police intérieure » ou de « justice interne » permet à l'État de faire des économies.
Par ailleurs, un nouveau découpage territorial du pays de Qin est mis en place, qui met fin aux fiefs et crée 30 à 40 xian, districts ayant chacun un fonctionnaire à sa tête. Les unités de poids et mesures sont normalisées.

### Réforme fiscale
Shang Yang impose l'enregistrement du domicile de chaque habitant. Deux hommes adultes (qu'il s'agisse d'un père et d'un fils ou de deux frères) ne peuvent plus vivre sous le même toit qu'au prix d'un doublement de l'imposition du foyer. Ces mesures qui font éclater le système des grandes familles peuvent s'analyser comme l'expression d'une politique d'affaiblissement du lignage patrilinéaire, dont la force faisait obstacle à l'emprise directe de l'État sur les individus et à ses capacités de mobilisation militaire et économique.

### Terre comme richesse de l'État
À partir des réformes de Shang Yang, on peut acheter ou vendre des terres. L'accès à la propriété est possible si l'on cultive une terre libre pendant cinq ans. Quand la récolte est suffisante, le paysan est exempté de corvée. En revanche, toute personne « oisive » (c’est-à-dire qui vit de ses rentes) est condamnée à l'esclavage.
Shang Yang veut accroître les revenus de l'État en stimulant les progrès techniques qui évoluent, en même temps que les connaissances scientifiques, au fil des découvertes. On note de grands progrès dans l'agriculture, où les instruments en os et en bois sont remplacés par des charrues en fer. L'État renforce la production de fer et de charbon de bois afin de produire plus d'acier et d'en généraliser l'emploi.
La mise au point des canaux permet la prévention des inondations, l'expansion de la navigation intérieure et le développement de l'irrigation.

## Historiographie
Bien que les réformes agraires et fiscales de Shang Yang aient porté leurs fruits, la radicalité de ses mesures et la sévérité des peines appliquées à ceux qui violaient ses lois en firent une figure particulièrement controversée et souvent blâmée pour sa cruauté, notamment par les confucianistes des générations ultérieures. Le portrait qu'en dresse le Shiji est relativement négatif, le légisme étant déjà en déclin à l'époque de sa rédaction.

### Culture moderne
La série chinoise The Qin Empire (en) de 2009 est largement une hagiographie de Shang Yang et de son œuvre.